# Wereldbeker schaatsen junioren 2021/2022
De wereldbeker schaatsen junioren 2021/2022 (ISU Junior World Cup Speed Skating 2021/2022) was de dertiende editie van de wereldbeker schaatsen junioren. Het seizoen bestond uit drie wedstrijden.
De massastart ging in tegenstelling tot bij de senioren over tien rondes voor zowel jongens als meisjes. Daarnaast werd er geëxperimenteerd met een gemengde (relay) over zes ronden die meetelde voor beide ploegenklassementen samen met de teamsprint en de ploegenachtervolging. Naast de wedstrijden voor junioren (U19) waren er dit jaar voor de vijfde keer ook wedstrijden voor neo-senioren (U23).

## Puntenverdeling
| Plaats                       | 1   | 2   | 3   | 4  | 5  | 6  | 7  | 8  | 9  | 10 | 11 | 12 | 13 | 14 | 15 | 16 | 17 | 18 | 19 | 20 | 21 | 22 | 23 | 24 |
| ---------------------------- | --- | --- | --- | -- | -- | -- | -- | -- | -- | -- | -- | -- | -- | -- | -- | -- | -- | -- | -- | -- | -- | -- | -- | -- |
| Wereldbekerfinale            | 150 | 120 | 105 | 90 | 75 | 67 | 60 | 54 | 48 | 42 | 36 | 31 | 27 | 24 | 21 | 18 | 15 | 12 | 9  | 6  | 4  | 3  | 2  | 1  |
| Normale wereldbekerwedstrijd | 100 | 80  | 70  | 60 | 50 | 44 | 40 | 36 | 32 | 28 | 24 | 20 | 18 | 16 | 14 | 12 | 10 | 8  | 6  | 5  | 4  | 3  | 2  | 1  |

## Limiettijden
Om te mogen starten in de wereldbeker schaatsen junioren 2021/2022 moest een schaatser aan de volgende limiettijden hebben voldaan. Voor de neo-senioren is de limiet strenger dan voor de junioren.
| Geslacht      | 500m  | 1000m   | 1500m   | 3000m   |
| ------------- | ----- | ------- | ------- | ------- |
| Mannen (U23)  | 38,50 | 1.16,00 | 1.58,00 | 4.05,00 |
| Vrouwen (U23) | 42,50 | 1.25,00 | 2.12,00 | 4.45,00 |
| Jongens (U19) | 41,00 | 1.22,00 | 2.07,00 | 4.25,00 |
| Meisjes (U19) | 45,00 | 1.30,00 | 2.20,00 | 5.00,00 |

## Kalender
| #         | Plaats                                  | Datum               | 500m                                                                              | 1000m                                                                             | 1500m                                                                             | 3000m                                                                             | massastart                                                                        | teamsprint                                                                        | achtervolging                                                                     | gemengde aflossing                                                                | opmerkingen                                                                       |
| --------- | --------------------------------------- | ------------------- | --------------------------------------------------------------------------------- | --------------------------------------------------------------------------------- | --------------------------------------------------------------------------------- | --------------------------------------------------------------------------------- | --------------------------------------------------------------------------------- | --------------------------------------------------------------------------------- | --------------------------------------------------------------------------------- | --------------------------------------------------------------------------------- | --------------------------------------------------------------------------------- |
| 1         | Max Aicher Arena, Inzell                | 27–28 november 2021 | 1x                                                                                | 1x                                                                                | 1x                                                                                | 1x                                                                                | 1x                                                                                |                                                                                   |                                                                                   | 1x                                                                                |                                                                                   |
| 2         | Max Aicher Arena, Inzell                | 4–5 december 2021   | 1x                                                                                | 1x                                                                                | 1x                                                                                | 1x                                                                                | 1x                                                                                |                                                                                   | 1x                                                                                |                                                                                   |                                                                                   |
| 3         | Olympia Eisstadion Innsbruck, Innsbruck | 22–23 januari 2022  | 1x                                                                                | 1x                                                                                | 1x                                                                                | 1x                                                                                | 1x                                                                                | 1x                                                                                |                                                                                   |                                                                                   | Wereldbekerfinale, bonuspunten                                                    |
| Innsbruck | Innsbruck                               | 28–30 januari 2022  | Wereldkampioenschappen schaatsen junioren 2022, telt niet mee voor de wereldbeker | Wereldkampioenschappen schaatsen junioren 2022, telt niet mee voor de wereldbeker | Wereldkampioenschappen schaatsen junioren 2022, telt niet mee voor de wereldbeker | Wereldkampioenschappen schaatsen junioren 2022, telt niet mee voor de wereldbeker | Wereldkampioenschappen schaatsen junioren 2022, telt niet mee voor de wereldbeker | Wereldkampioenschappen schaatsen junioren 2022, telt niet mee voor de wereldbeker | Wereldkampioenschappen schaatsen junioren 2022, telt niet mee voor de wereldbeker | Wereldkampioenschappen schaatsen junioren 2022, telt niet mee voor de wereldbeker | Wereldkampioenschappen schaatsen junioren 2022, telt niet mee voor de wereldbeker |

## Uitslagen

### Mannen (U23)
| Wedstrijden    |                         |                          |                          |                            |                  |                       |                       |                       |
|                | 500m                    | 1000m                    | 1500m                    | 3000m                      | massastart       | teamsprint            | achtervolging         | gemengde aflossing    |
| Inzell         | Niklas Kurzmann (35,64) | Nikolai Trusov (1.10,19) | Kasper Tveter (1.46,39)  | Pavel Taran (3.43,04)      | Peter Riches     | niet op het programma | niet op het programma | Italië (3.00,13)      |
| Inzell         | Timoer Karamov (34,88)  | Nikolai Trusov (1.09,93) | Pavel Taran (1.45,98)    | John Granli (3.42,33)      | Uladzislau Hapon | niet op het programma | Duitsland (4.03,30)   | niet op het programma |
| Innsbruck      | Niklas Kurzmann (36,91) | Viktor Rudenko (1.12,77) | Viktor Rudenko (1.52,70) | Yahor Damaratski (4.02,88) | Gabriel Odor     | Oostenrijk (1.27,61)  | niet op het programma | niet op het programma |
| Eindklassement |                         |                          |                          |                            |                  |                       |                       |                       |
|                | 500m                    | 1000m                    | 1500m                    | 3000m                      | massastart       | ploegenonderdelen     | ploegenonderdelen     | ploegenonderdelen     |
| Goud           | Niklas Kurzmann         | Michael Roth             | Michael Roth             | John Granli                | Mattia Peghini   | Duitsland             | Duitsland             | Duitsland             |
| Zilver         | Erik Resell             | Timur Karamov            | Kasper Tveter            | Paul Galczinsky            | Peter Riches     | Wit-Rusland           | Wit-Rusland           | Wit-Rusland           |
| Brons          | Uladzislau Hapon        | Nikolai Trusov           | John Granli              | Pavel Taran                | Uladzislau Hapon | Oostenrijk            | Oostenrijk            | Oostenrijk            |

### Vrouwen (U23)
| Wedstrijden    |                           |                             |                             |                                |                 |                       |                       |                       |
|                | 500m                      | 1000m                       | 1500m                       | 3000m                          | massastart      | teamsprint            | achtervolging         | gemengde aflossing    |
| Inzell         | Anna Ostlender (39,04)    | Irina Koeznetsova (1.16,42) | Irina Koeznetsova (1.58,77) | Jekaterina Kosjeleva (4.12,51) | Laura Peveri    | niet op het programma | niet op het programma | Italië (3.00,13)      |
| Inzell         | Irina Koeznetsova (38,66) | Irina Koeznetsova (1.16,14) | Irina Koeznetsova (1.58,07) | Laura Peveri (4.11,95)         | Laura Peveri    | niet op het programma | Polen (3.11,00)       | niet op het programma |
| Innsbruck      | Irina Koeznetsova (39,73) | Irina Koeznetsova (1.20,29) | Lea-Sophie Scholz (2.05,51) | Anna Kovaljova (4.33,15)       | Laura Peveri    | Duitsland (1.37,38)   | niet op het programma | niet op het programma |
| Eindklassement |                           |                             |                             |                                |                 |                       |                       |                       |
|                | 500m                      | 1000m                       | 1500m                       | 3000m                          | massastart      | ploegenonderdelen     | ploegenonderdelen     | ploegenonderdelen     |
| Goud           | Irina Koeznetsova         | Irina Koeznetsova           | Jekaterina Kosjeleva        | Laura Peveri                   | Laura Peveri    | Duitsland             | Duitsland             | Duitsland             |
| Zilver         | Anna Ostlender            | Federica Maffei             | Irina Koeznetsova           | Jekaterina Kosjeleva           | Ainoa Carreño   | Tsjechië              | Tsjechië              | Tsjechië              |
| Brons          | Jekaterina Kosjeleva      | Anna Ostlender              | Laura Peveri                | Marte Bjerkreim Furnee         | Federica Maffei | Polen                 | Polen                 | Polen                 |

### Jongens (U19)
| Wedstrijden    |                        |                          |                     |                               |                     |                       |                       |                       |
|                | 500m                   | 1000m                    | 1500m               | 3000m                         | massastart          | teamsprint            | achtervolging         | gemengde aflossing    |
| Inzell         | Lee Byeong-hun (35,27) | Nil Llop (1.10,12)       | Tim Prins (1.46,59) | Vladimir Semirunniy (3.42,81) | Joep Wennemars      | niet op het programma | niet op het programma | Italië (3.03,01)      |
| Inzell         | Lee Byeong-hun (35,16) | Joep Wennemars (1.09,58) | Tim Prins (1.46,74) | Sigurd Henriksen (3.42,43)    | Cha Uiryun          | niet op het programma | Zuid-Korea (3.50,00)  | niet op het programma |
| Innsbruck      | Yuta Hirose (36,54)    | Joep Wennemars (1.11,76) | Tim Prins (1.52,42) | Sigurd Henriksen (4.00,23)    | Kayo Vos            | Nederland (1.26,43)   | niet op het programma | niet op het programma |
| Eindklassement |                        |                          |                     |                               |                     |                       |                       |                       |
|                | 500m                   | 1000m                    | 1500m               | 3000m                         | massastart          | ploegenonderdelen     | ploegenonderdelen     | ploegenonderdelen     |
| Goud           | Joep Wennemars         | Joep Wennemars           | Tim Prins           | Sigurd Henriksen              | Yang Ho-jun         | Nederland             | Nederland             | Nederland             |
| Zilver         | Jang Seo-jin           | Tim Prins                | Emil Pedersen Matre | Stijn van de Bunt             | Germain Dechamps    | Rusland               | Rusland               | Rusland               |
| Brons          | Lee Byeong-hun         | Nikita Proshin           | Vsevolod Jatov      | Vladimir Semirunniy           | Alexander Farthofer | Kazachstan            | Kazachstan            | Kazachstan            |

### Meisjes (U19)
| Wedstrijden    |                   |                     |                           |                        |                  |                       |                       |                       |
|                | 500m              | 1000m               | 1500m                     | 3000m                  | massastart       | teamsprint            | achtervolging         | gemengde aflossing    |
| Inzell         | Pien Smit (38,46) | Pien Smit (1.15,66) | Evelien Vijn (1.58,08)    | Evelien Vijn (4.05,05) | Evelien Vijn     | niet op het programma | niet op het programma | Italië (3.03,01)      |
| Inzell         | Pien Smit (38,57) | Pien Smit (1.15,60) | Jade Groenewoud (1.58,18) | Evelien Vijn (4.03,76) | Evelien Vijn     | niet op het programma | Nederland (3.05,70)   | niet op het programma |
| Innsbruck      | Pien Smit (39,41) | Pien Smit (1.19,51) | Zuzana Kuršová (2.08,05)  | Evelien Vijn (4.29,73) | Zuzana Kuršová   | Nederland (1.33,75)   | niet op het programma | niet op het programma |
| Eindklassement |                   |                     |                           |                        |                  |                       |                       |                       |
|                | 500m              | 1000m               | 1500m                     | 3000m                  | massastart       | ploegenonderdelen     | ploegenonderdelen     | ploegenonderdelen     |
| Goud           | Pien Smit         | Pien Smit           | Alina Dauranova           | Evelien Vijn           | Park Chae-won    | Nederland             | Nederland             | Nederland             |
| Zilver         | Jildou Hoekstra   | Alina Dauranova     | Evelien Vijn              | Kseniia Korzhova       | Evelien Vijn     | Rusland               | Rusland               | Rusland               |
| Brons          | Alina Dauranova   | Anastasiia Semenova | Jade Groenewoud           | Jade Groenewoud        | Kseniia Korzhova | Zuid-Korea            | Zuid-Korea            | Zuid-Korea            |

### Medaillespiegel
Medaillespiegel over de eindklassementen van zowel de U19 als de U23.
| Pos. | Land                | Goud | Zilver | Brons | Totaal |
| ---- | ------------------- | ---- | ------ | ----- | ------ |
| 1    | Nederland           | 8    | 5      | 2     | 15     |
| 2    | Duitsland           | 5    | 2      | 1     | 8      |
| 3    | Rusland             | 3    | 6      | 8     | 17     |
| 4    | Italië              | 3    | 1      | 2     | 6      |
| 5    | Noorwegen           | 2    | 3      | 2     | 7      |
| 6    | Zuid-Korea          | 2    | 1      | 2     | 5      |
| 7    | Kazachstan          | 1    | 1      | 2     | 4      |
| 8    | Wit-Rusland         | 0    | 1      | 2     | 3      |
| 9    | Frankrijk           | 0    | 1      | 0     | 1      |
| 9    | Spanje              | 0    | 1      | 0     | 1      |
| 9    | Tsjechië            | 0    | 1      | 0     | 1      |
| 9    | Verenigd Koninkrijk | 0    | 1      | 0     | 1      |
| 13   | Oostenrijk          | 0    | 0      | 2     | 2      |
| 14   | Polen               | 0    | 0      | 1     | 1      |